# 北安普敦山
72°41′S 169°6′E / 72.683°S 169.100°E
北安普敦山（英語：Mount Northampton），是南極洲的山峰，位於維多利亞地的博克格雷溫克海岸，處於鮑爾斯冰川以東，屬於勝利山脈的一部分，海拔高度2,465米，現時由南極條約體系管理。